# Kamehameha V.

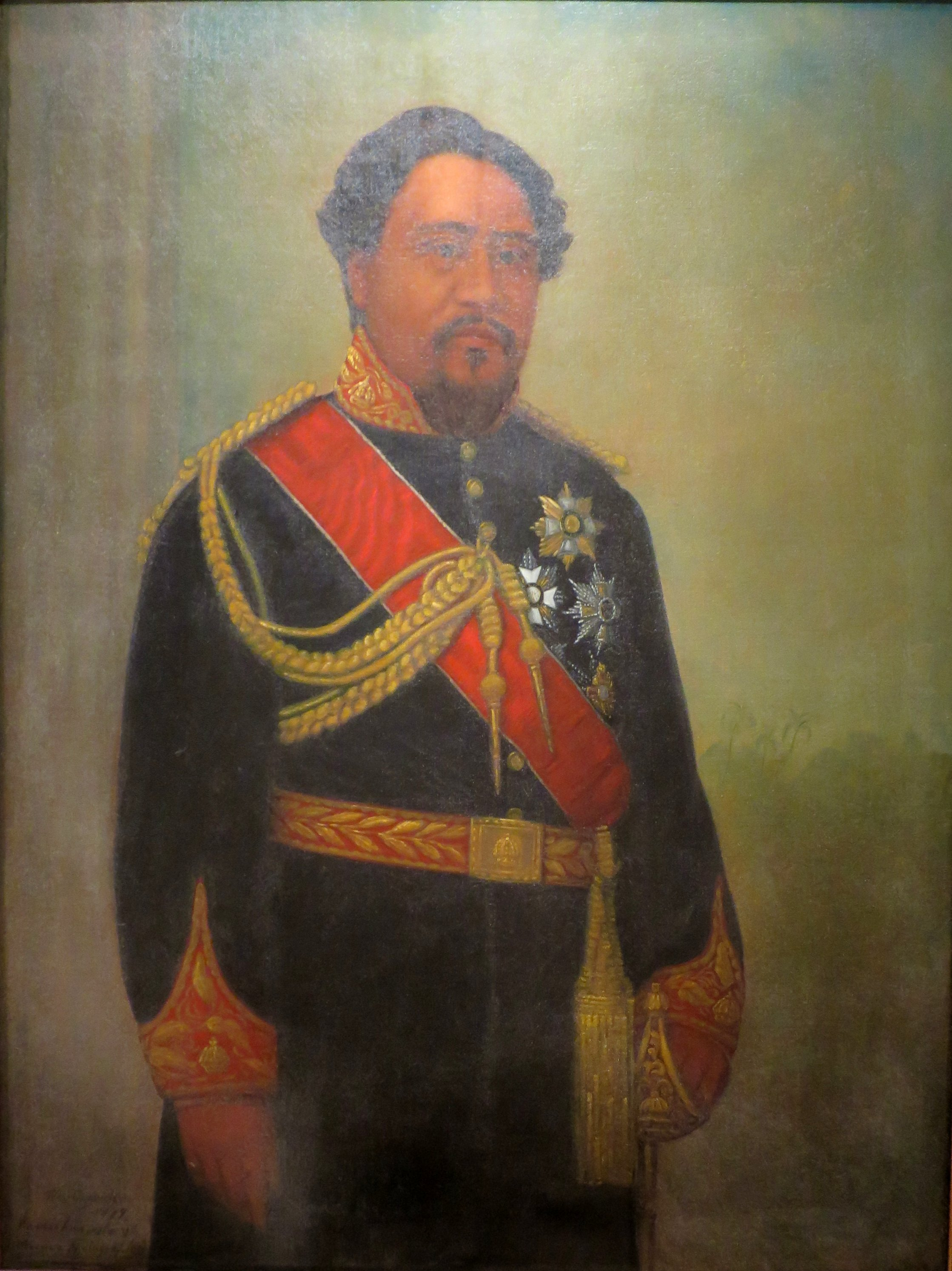
Kamehameha V.

Kamehameha V. (* 11. Dezember 1830 in Honolulu; † 11. Dezember 1872 ebenda, eigentlich Lot Kapuāiwa) war von 1863 bis 1872 der letzte Herrscher des Königreichs Hawaiʻi aus der Kamehameha-Linie. Im Gedenken an seinen in jungen Jahren verstorbenen Bruder Alexander Liholiho nannte er 1863 die Residenz der hawaiischen Könige ʻIolani.

## Leben
Lot Kapuāiwa Kalanimakua Aliʻiōlani Kalani Kapuapaikalaninui, wie er mit vollständigem Namen hieß, war der Sohn von Kīna'u, einer Tochter von Kamehameha I., und Mataio Kekūanaoʻa, dem langjährigen Gouverneur von Oʻahu.
Als Prinz Lot war er bis 1863 Leiter des Erziehungswesens. Nach dem Tod seines Bruders im Jahr 1863 übernahm er den Thron. 1864 gab er dem Land eine Verfassung, mit der das Recht des Königs gestärkt wurde. Er setzte sich für den Erhalt der Hula-Tradition ein, die zu seiner Zeit als verpönt galt. Da er alleinstehend und kinderlos war, versuchte er vor seinem Tod, eine Nachfolgerin zu benennen. Dies gelang jedoch nicht, so dass die Kamehameha-Linie mit ihm endete.
Kamehameha V. war der erste Freimaurer Hawaiis, aufgenommen am 15. Juni 1853, befördert am 8. Dezember 1853 und erhoben am 27. Februar 1854 in der „Hawaiian Lodge“ Nr. 21.

## Orden
Im Jahre 1864 stiftete Kamehameha V. den Orden Kamehamehas I.